# 조지 D. 리비
조지 드. 리비(영어: George Dalton Libby, 1919년 12월 4일 ~ 1950년 7월 20일)은 미국 육군 제24보병사단 소속 군인으로 대전 전투에서 전사하였다.

## 생애

### 한국 전쟁
대전 전투에서 1950년 7월 20일 북한군의 차단선 돌파를 위한 영웅적인 행동으로 1951년 8월 2일 명예훈장이 추서되었다.

## 명예훈장
미국 대통령은 의회의 이름으로 미 육군 조지 달튼 리비(George Dalton Libby) 하사(ASN: 31153010)에게 명예훈장(사후)을 수여하는 것을 자랑스럽게 생각합니다. 1950년 7월 20일 대한민국 대전에서 적 침략군을 상대로 전투를 벌이는 제24보병사단 3전투공병대대 C중대에서 복무하던 중, 그가 타고 있던 차량이 적의 포위망을 뚫고 접근했다. 적의 도로를 막고 트럭을 무력화시키는 파괴적인 화재에 직면하여 Libby 경사를 제외한 모든 승객이 사망하거나 부상을 입었습니다. 도랑에 숨어 리비 상사는 적과 교전했고 큰 화재에도 불구하고 부상당한 동료들을 돕기 위해 길을 두 번 건넜습니다. 그런 다음 그는 지나가는 M-5 포병 트랙터를 환영하고 부상자들의 탑승을 도왔습니다. 적군은 운전자에게 강력한 소형 무기 사격을 가했고, 리비 경사는 다른 사람이 차량을 조작할 수 없다는 것을 깨닫고 운전자와 적 사이에 위치하여 그가 반격하는 동안 그를 보호했습니다. 이 행동 동안 그는 팔과 몸에 여러 상처를 입었습니다. 마을을 계속 통과하면서 트랙터는 자주 정차했고 Libby 경사는 더 많은 부상자를 탑승하도록 도왔습니다. 응급처치를 거부한 그는 계속해서 운전자를 보호하고 또 다른 장애물에 부딪혔을 때 적의 사격을 반격했습니다. 리비 경사는 추가 부상을 입었지만 의식을 잃을 때까지 자리를 지켰다. 리비 병장의 지속적이고 영웅적인 행동 덕분에 그의 동료들은 우호적인 전선에 도달할 수 있었습니다. 그의 용감한 용기와 용감한 자기 희생은 자신에 대한 최고의 영예를 반영하고 미 육군의 존경받는 전통을 유지합니다.— “George Dalton Libby -  Hall of Valor: The Military Medals Database”.

## 추모
1953년 7월 4일 미군이 준공한 임진강의 다리를 그의 공적을 기념하기 위해 '리비교(Libby Bridge)'로 명명하였다.

## 같이 보기
- 한국 전쟁 명예훈장 수훈자 목록